# 5G NR
5G NR (new radio ou nouvelle radio) est une nouvelle technologie d'accès radio (RAT, radio access technology) développée, puis publiée en 2018 par le 3GPP pour les réseaux mobiles 5G. Il a été conçu pour être la norme mondiale pour l’interface air (RAN, radio access network) des réseaux 5G.

## Numérologie (espacement des sous-porteusesOFDMA) pour la 5G NR
| Espacement des sous-porteuses | Durée de l'intervalle de temps. | Commentaire | Bandes de fréquence                                                     |
| ----------------------------- | ------------------------------- | --- | ----------------------------------------------------------------------- |
| 15 kHz                        | 1 milliseconde                  | identique au LTE | Disponible en FR1 (frequency range 1) fréquences de 410 à 7 125 MHz     |
| 30 kHz                        | 0,5 milliseconde                | | Disponible en FR1                                                       |
| 60 kHz                        | 0,25 milliseconde               | Les préfixes cycliques normal (CP) et étendu peuvent être utilisés avec l'espacement entre sous-porteuses de 60 kHz     | Disponible en FR1 et FR2                                                |
| 120 kHz                       | 0,125 milliseconde              | C'est le plus grand espacement entre sous-porteuse utilisé pour le transport des données                                | Disponible en FR2 (frequency range 2) fréquences de 24,250 à 52,600 GHz |
| 240 kHz                       | 0,0625 milliseconde             | Il n’est utilisé que pour les phases de recherche et de mesures utilisant les blocs de signaux de synchronisation (SSB) | Disponible en FR2                                                       |

## Voir également
- 5G